# EKZ CrossTour 2014
Navigation
2015-2016
L'EKZ CrossTour 2014 est la première édition de l’EKZ CrossTour. Il  a lieu du 14 septembre 2014 à Baden au 14 décembre 2014 à Eschenbach. Elle comprend quatre manches masculines. Toutes les épreuves font partie du calendrier de la saison de cyclo-cross masculine 2014-2015 et féminine.

## Calendrier
| # | Date         | Course     |
| - | ------------ | ---------- |
| 1 | 14 septembre | Baden      |
| 2 | 5 octobre    | Dielsdorf  |
| 3 | 2 novembre   | Hittnau    |
| 4 | 14 décembre  | Eschenbach |

## Hommes élites

### Résultats
| # | Date         | Lieu       | Vainqueur         | Deuxième          | Troisième          | Leader du classement général |
| - | ------------ | ---------- | ----------------- | ----------------- | ------------------ | ---------------------------- |
| 1 | 14 septembre | Baden      | Francis Mourey    | Philip Walsleben  | Bryan Falaschi     | Francis Mourey               |
| 2 | 5 octobre    | Dielsdorf  | Francis Mourey    | Clément Venturini | Enrico Franzoi     | Francis Mourey               |
| 3 | 2 novembre   | Hittnau    | Clément Venturini | Sascha Weber      | Arnaud Grand       | Clément Venturini            |
| 4 | 14 décembre  | Eschenbach | Sascha Weber      | Simon Zahner      | David van der Poel | Clément Venturini            |

### Classement général
| Position | Coureur            | Points |
| -------- | ------------------ | ------ |
| 1        | Clément Venturini  | 238    |
| 2        | Sascha Weber       | 236    |
| 3        | Simon Zahner       | 216    |
| 4        | Arnaud Grand       | 214    |
| 5        | Bryan Falaschi     | 202    |
| 6        | Francis Mourey     | 200    |
| 7        | Tomáš Paprstka     | 188    |
| 8        | David van der Poel | 177    |
| 9        | Severin Sägesser   | 169    |
| 10       | Marcel Wildhaber   | 168    |

## Femmes élites

### Résultats
| # | Date         | Lieu       | Vainqueur             | Deuxième          | Troisième             | Leader du classement général |
| - | ------------ | ---------- | --------------------- | ----------------- | --------------------- | ---------------------------- |
| 1 | 14 septembre | Baden      | Eva Lechner           | Nicole Koller     | Sanne Cant            | Eva Lechner                  |
| 2 | 5 octobre    | Dielsdorf  | Eva Lechner           | Nicole Koller     | Lucie Chainel-Lefèvre | Eva Lechner                  |
| 3 | 2 novembre   | Hittnau    | Sina Frei             | Marlène Petit     | Juliette Labous       | Eva Lechner                  |
| 4 | 14 décembre  | Eschenbach | Lucie Chainel-Lefèvre | Kaitlin Antonneau | Eva Lechner           | Eva Lechner                  |

### Classement général
| Position | Coureur              | Points |
| -------- | -------------------- | ------ |
| 1        | Eva Lechner          | 270    |
| 2        | Sina Frei            | 230    |
| 3        | Stéphanie Vaxillaire | 192    |
| 4        | Olivia Hottinger     | 188    |
| 5        | Lise-Marie Henzelin  | 183    |
| 6        | Juliette Labous      | 180    |
| 7        | Mirjam Gysling       | 176    |
| 8        | Lucie Chainel        | 170    |
| 9        | Nicole Koller        | 160    |
| 10       | Laura Perry          | 148    |